# Tibetansk (sprog)
Tibetansk er det primære sprog, som tales blandt tibetanere, og det bliver talt i Tibet og området omkring Tibet. Sproget har officiel status i den kinesiske region Tibet.
I alt er der omkring 6 millioner mennesker, der taler sproget.
- Der findes også en Wikipedia på tibetansk.

| Sprog | Spire Denne artikel om sprog er en spire som bør udbygges. Du er velkommen til at hjælpe Wikipedia ved at udvide den. |